# Asien-Meisterschaften im Bahnradsport 2018
Die Asien-Meisterschaften im Bahnradsport 2018 fanden vom 16. bis 20. Februar auf dem Velodrom Nasional Malaysia in Nilai, Malaysia, statt. Veranstalter war die Asian Cycling Confederation (ACC).
Gleichzeitig wurden die 25. asiatischen Junioren-Meisterschaften sowie die 7. asiatischen Paracycling-Meisterschaften ausgerichtet.
Erfolgreichste Sportlerinnen der Meisterschaften waren die Japanerin Yumi Kajihara mit jeweils drei Gold- und einer Silbermedaille in Ausdauerdisziplinen sowie Lee Wai-sze aus Hongkong in den Kurzzeitwettbewerben. Der Koreaner Im Chae-bin errang drei Medaillen in allen Ausprägungen.

## Wettbewerbe

### Männer
| Disziplin             | Platz | Land                         | Athlet                                                       |
| --------------------- | ----- | ---------------------------- | ------------------------------------------------------------ |
| Sprint                | 1     | Japan                        | Kazunari Watanabe                                            |
|                       | 2     | Malaysia                     | Azizulhasni Awang                                            |
|                       | 3     | Südkorea                     | Im Chae-bin                                                  |
| Keirin                | 1     | Japan                        | Tomoyuki Kawabata                                            |
|                       | 2     | Südkorea                     | Im Chae-bin                                                  |
|                       | 3     | Malaysia                     | Azizulhasni Awang                                            |
| Teamsprint            | 1     | Südkorea                     | Im Chae-bin Park Je-one Son Ye-ong                           |
|                       | 2     | Japan                        | Kazunari Watanabe Tomoyuki Kawabata Yoshitaku Nagasako       |
|                       | 3     | Volksrepublik China          | Luo Yongjia Bi Wenju Li Jianxin                              |
| Zeitfahren (1 km)     | 1     | Japan                        | Tomohiro Fukaya                                              |
|                       | 2     | Chinesisch Taipeh            | Hsiao Shih Hsin                                              |
|                       | 3     | Iran                         | Mohammad Daneshvarkhourram                                   |
| Einerverfolgung       | 1     | Japan                        | Ryo Chikatani                                                |
|                       | 2     | Südkorea                     | Min Kyeong-ho                                                |
|                       | 3     | Kasachstan                   | Artjom Sacharow                                              |
| Mannschaftsverfolgung | 1     | Japan                        | Ryo Chikatani Shogo Ichimaru Shunsuke Imamura Keitaro Sawada |
|                       | 2     | Südkorea                     | Min Kyeong-ho Im Jaey-eon Kim Ok-cheol Kang Tae-woo          |
|                       | 3     | Volksrepublik China          | Hou Yake Xue Chaohua Qin Chenlu Shen Pingan                  |
| Scratch               | 1     | Volksrepublik China          | Guo Liang                                                    |
|                       | 2     | Iran                         | Arvin Moazemi                                                |
|                       | 3     | Mongolei                     | Tegshbayar Batsaikhan                                        |
| Punktefahren          | 1     | Vereinigte Arabische Emirate | Yousif Mirza Banihammad                                      |
|                       | 2     | Hongkong                     | Cheung King-lok                                              |
|                       | 3     | Usbekistan                   | Murodjon Xolmurodov                                          |
| Omnium                | 1     | Japan                        | Eiya Hashimoto                                               |
|                       | 2     | Vereinigte Arabische Emirate | Yousef Mirza Bani Hammad                                     |
|                       | 3     | Kasachstan                   | Artjom Sacharow                                              |
| Madison               | 1     | Hongkong                     | Cheung King-lok Leung Chun-wing                              |
|                       | 2     | Iran                         | Mohammad Rajablou Mahdi Sohrabi                              |
|                       | 3     | Südkorea                     | Im Jae-yeon Kim Ok-cheol                                     |

### Frauen
| Disziplin                | Platz | Land                | Athlet                                                    |
| ------------------------ | ----- | ------------------- | --------------------------------------------------------- |
| Sprint                   | 1     | Hongkong            | Lee Wai-sze                                               |
|                          | 2     | Volksrepublik China | Zhong Tianshi                                             |
|                          | 3     | Südkorea            | Lee Hye-jin                                               |
| Keirin                   | 1     | Hongkong            | Lee Wai-sze                                               |
|                          | 2     | Südkorea            | Lee Hye-jin                                               |
|                          | 3     | Volksrepublik China | Zhong Tianshi                                             |
| Zeitfahren (500 m)       | 1     | Hongkong            | Lee Wai-sze                                               |
|                          | 2     | Volksrepublik China | Song Chaorui                                              |
|                          | 3     | Malaysia            | Fatehah Mustapa                                           |
| Teamsprint               | 1     | Volksrepublik China | Zhong Tianshi Song Chaorui                                |
|                          | 2     | Südkorea            | Kim Wong-yeong Lee Hye-jin                                |
|                          | 3     | Japan               | Riyu Ohta Kayono Maeda                                    |
| Einerverfolgung          | 1     | Südkorea            | Lee Ju-mi                                                 |
|                          | 2     | Chinesisch Taipeh   | Huang Ting Ying                                           |
|                          | 3     | Volksrepublik China | Ma Menglu                                                 |
| Mannschaftsverfolgung    | 1     | Japan               | Yuya Hashimoto Kie Furuyama Yumi Kajihara Kisato Nakamura |
|                          | 2     | Volksrepublik China | Wang Xiaofei Liu Jiali Wang Hong Ma Menglu                |
|                          | 3     | Südkorea            | Lee Jumi Kim You-ri Kim Hyun-ji Yu Seon-ha                |
| Scratch                  | 1     | Volksrepublik China | Huang Ting Ying                                           |
|                          | 2     | Hongkong            | Diao Xiaojuan                                             |
|                          | 3     | Volksrepublik China | Wang Xiaofei                                              |
| Punktefahren             | 1     | Malaysia            | Jupha Som Net                                             |
|                          | 2     | Hongkong            | Diao Xiaojuan                                             |
|                          | 3     | Chinesisch Taipeh   | Zeng Ke Xin                                               |
| Omnium                   | 1     | Japan               | Yumi Kajihara                                             |
|                          | 2     | Volksrepublik China | Wang Xiaofei                                              |
|                          | 3     | Chinesisch Taipeh   | Huang Ting Ying                                           |
| Zweier-Mannschaftsfahren | 1     | Japan               | Yumi Kajihara Kisato Nakamura                             |
|                          | 2     | Südkorea            | Kim You-ri Yu Seon-ha                                     |
|                          | 3     | Volksrepublik China | Jin Chenhong Liu Jiali                                    |

## Medaillenspiegel
| Rang  | Land                         | Gold | Silber | Bronze | Gesamt |
| ----- | ---------------------------- | ---- | ------ | ------ | ------ |
| 1     | Japan                        | 9    | 1      | 1      | 11     |
| 2     | Hongkong                     | 4    | 3      | 0      | 7      |
| 3     | Südkorea                     | 2    | 6      | 4      | 12     |
| 4     | Volksrepublik China          | 2    | 4      | 6      | 12     |
| 5     | Chinesisch Taipeh            | 1    | 2      | 2      | 5      |
| 6     | Malaysia                     | 1    | 1      | 2      | 4      |
| 7     | Vereinigte Arabische Emirate | 1    | 1      | 0      | 2      |
| 8     | Iran                         | 0    | 2      | 1      | 3      |
| 9     | Kasachstan                   | 0    | 0      | 2      | 2      |
| 10    | Mongolei                     | 0    | 0      | 1      | 1      |
| 10    | Usbekistan                   | 0    | 0      | 1      | 1      |
| Total | Total                        | 20   | 20     | 20     | 60     |